# Jüdischer Friedhof Tauberbischofsheim

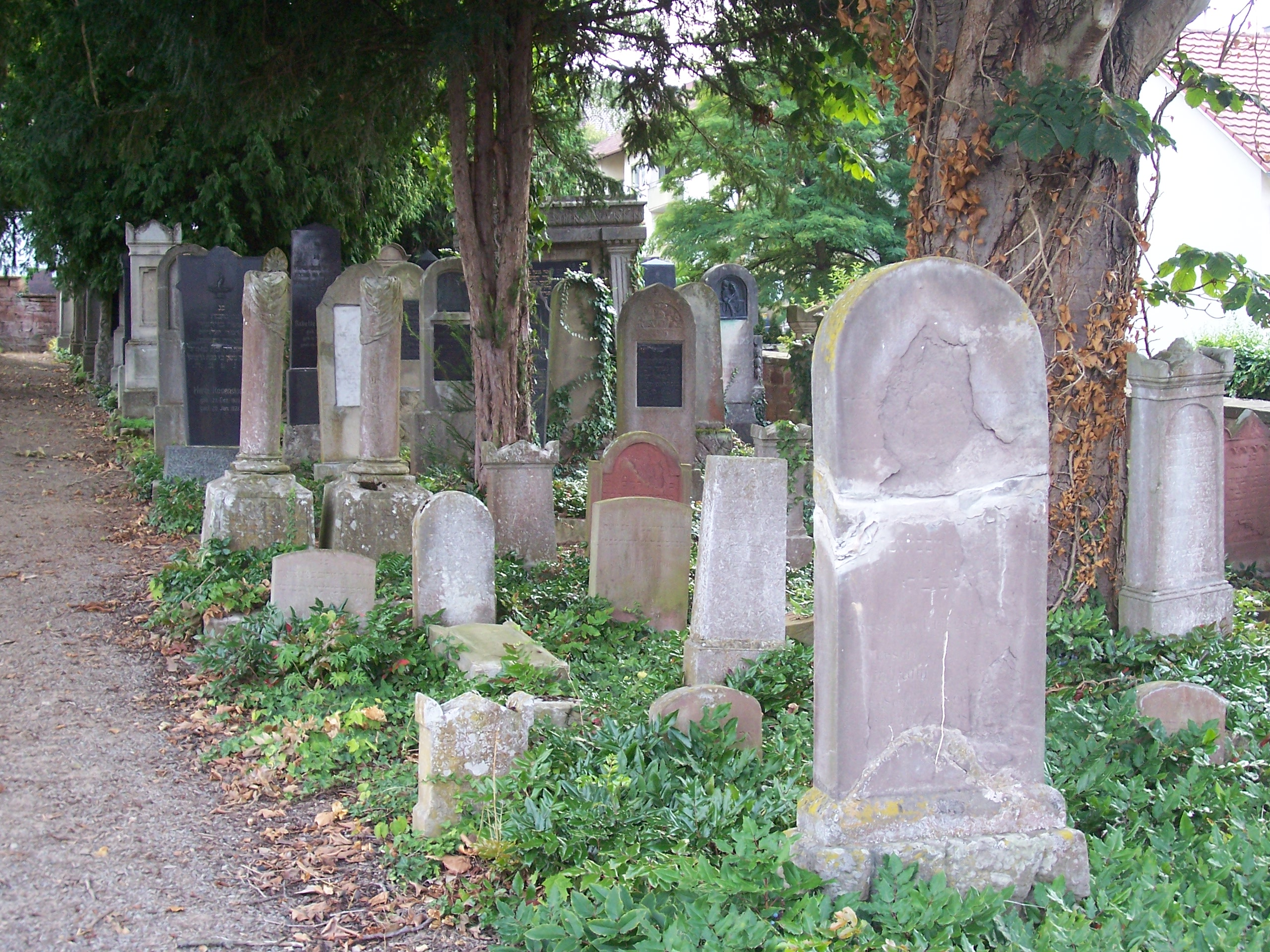
Jüdischer Friedhof in Tauberbischofsheim

Der Jüdische Friedhof Tauberbischofsheim ist ein jüdischer Friedhof in Tauberbischofsheim, einer Stadt im Main-Tauber-Kreis im nördlichen Baden-Württemberg. Er befindet sich direkt neben dem städtischen Friedhof Tauberbischofsheim in der Hochhäuser Straße. Der jüdische Friedhof ist ein Kulturdenkmal der Stadt Tauberbischofsheim.

## Geschichte
Die Toten der jüdischen Gemeinde Tauberbischofsheim wurden zunächst auf dem jüdischen Friedhof Külsheim beigesetzt, der aber wegen Platzmangels ab 1875 nur noch die Toten der jüdischen Gemeinde Külsheim aufnehmen konnte. Im Jahre 1875 wurde in Tauberbischofsheim auf Bitte der jüdischen Gemeinde hin vom Stadtrat Tauberbischofsheim ein eigener Friedhof an der Hochhäuser Straße errichtet, der unmittelbar beim städtischen Friedhof liegt. Von den beteiligten Parteien wurde eine Erweiterung des christlichen Friedhofes und eine Aufteilung in einen jüdischen und einen christlichen Teil vorgeschlagen. Die Kosten für den Friedhof wollte zunächst die Stadt Tauberbischofsheim übernehmen, womit die jüdische Gemeinde und das Bezirksamt Tauberbischofsheim einverstanden waren. Am 17. Januar 1876 verfügte jedoch das Ministerium, dass die Kosten des jüdischen Friedhofes allein von der jüdischen Gemeinde Tauberbischofsheim zu tragen seien. Daraufhin musste diese das Grundstück kaufen und eine Umfassungsmauer anlegen.
Nach 1875 wurden die Toten der benachbarten jüdischen Gemeinde Dittigheim auch auf dem jüdischen Friedhof Tauberbischofsheim bestattet. Zuvor wurden diese in Allersheim beigesetzt.
Der jüdische Friedhof hat eine Fläche von 8,06 Ar. Heute sind noch 143 Grabsteine vorhanden, davon 36 Kindergräber. Die letzte Bestattung fand 1939 statt.
Im Jahr 1986 wurden vom Zentralarchiv zur Erforschung der Geschichte der Juden in Deutschland Fotos von allen Grabsteinen erstellt. Unter Verwendung dieser Fotos wurde 1993 eine Grunddokumentation des jüdischen Friedhofs durch das Landesamt für Denkmalpflege Baden-Württemberg erstellt.